# Municipio de Tecolotlán
El municipio de Tecolotlán es uno de los ciento veinticinco municipios en que se encuentra dividido el estado mexicano de Jalisco, se localiza en la región Sierra de Amula. Según el censo del año 2020, el municipio tiene 16 603 habitantes. Su cabecera y localidad más poblada es Tecolotlán.

## Toponimia
Tecolotlán proviene del náhuatl, "Tecolotl" (búho) y "tlán" (lugar); y significa: "lugar de tecolotes o búhos".[cita requerida]

## Historia
Al poniente del poblado se ubica el cerro del Picacho, en donde según la tradición y por algunos vestigios existentes, estuvo el primer núcleo de población llamado Los Tecolotes. Perteneció a la provincia de Tenamaxtlán. Lo conquistó Francisco Cortés de San Buenaventura en 1524 a quien se atribuye la fundación del pueblo.
El lugar quedó bajo el mando de los encomenderos Pedro Gómez y Martín Monje. Es nativo del poblado Justino Merino quien combatió a los franceses en distintos lugares del estado. Organizó el batallón "Libres de Tecolotlán" compuesto por dos capitanes Padilla, Dolores Guadalajara y Jesús palomar. Al mando de 300 hombres, a principios de noviembre de 1866, se enfrentaron a Berthelin quien había salido de Colima con cerca de 150 hombres a El Guayabo. El 10 de noviembre fue el enfrentamiento, iniciándose el combate hasta las 4 de la tarde y el cual duró dos horas. Pereció Berthelin, los oficiales franceses y la mayoría de los imperialistas mexicanos.
El 8 de abril de 1844 por decreto del Congreso del Estado se establece el ayuntamiento. En 1895 tiene categoría de pueblo con 7 comisarías de policía. De 1825 a 1844 perteneció al 5° Cantón de Etzatlán, posteriormente, en 1878, al 5° de Ameca.

## Geografía

### Ubicación
Tecolotlán se localiza al centro-oeste del estado, en las coordenadas 20°6′55″ a los 20° 25' 00" de latitud norte y de los 103°50′45″ a los 104° 04' 05" de longitud oeste; a una altitud de 1285 metros sobre el nivel del mar.

El municipio colinda al norte con los municipios de Atengo, Ameca y San Martín de Hidalgo; al este con los municipios de San Martín de Hidalgo, Cocula, Atemajac de Brizuela y Chiquilistlán, al sur con los municipios de Chiquilistlán, Juchitlán y Tenamaxtlán; al oeste con los municipios de Tenamaxtlán y Atengo.

### Topografía
La superficie municipal está conformada por zonas semiplanas (42%) hacia el norte, noroeste y suroeste con alturas que van de los 1,300 a los 2,200 m s. n. m. sus zonas accidentadas ocupan el (30%) y se ubican al norte, noroeste, este y suroeste, formadas por alturas que van de los 1,200 a los 2,400 metros; sus zonas planas que ocupan el (19%) están situadas en la periferia de la cabecera municipal.
Suelos. El territorio está constituido por terrenos del periodo terciario, formados por rocas ígneas, estrusivas, ácidas y grandes manchones de basalto; la composición de los suelos es predominantemente de tipo Regosol Eutrico combinado con Feozem, en el norte del municipio.
La superficie territorial comprende 79,587 hectáreas, de las cuales 10,500 se utilizan con fines agrícolas; 33,743 en actividades pecuarias; 30,900 son de uso forestal, 49 son de suelo urbano, 4,363 tiene otro uso y 32 no tiene uso especificado. En cuanto a la propiedad una extensión de 45,964 hectáreases privada y 33,591 son de ejidatarios, no existe la propiedad comunal, así mismo no se especifica el tipo de propiedad de 32 hectáreas.

### Hidrografía
Sus recursos hidrológicos son proporcionados por el río Ferrería, por los arroyos: El Jabalí, Gallinero, Tamazula, Tecolotlán, Las Canoas, Colorado, Cofradía, Sauz y Amarillo; por los manantiales de La Ciénaga, Agua Caliente, Los Arieles, El Guayabito, y hacia el sur del municipio se ubica la Presa de San Pedro (El Pochote) en San Buenaventura. Se encuentran también gran cantidad de bordos.

### Clima
El clima es semiseco, con otoño e invierno secos y semicálidos, sin cambio térmico invernal bien definido, la temperatura media anual es de 23 °C. Con una máxima de 31°C. Y una mínima de 15 °C. El régimen de lluvia se registra en los meses de junio y julio, con una precipitación media de 773.1 milímetros. El promedio anual de días con heladas es de 2.6, los vientos dominantes van en dirección sur.

### Flora y fauna

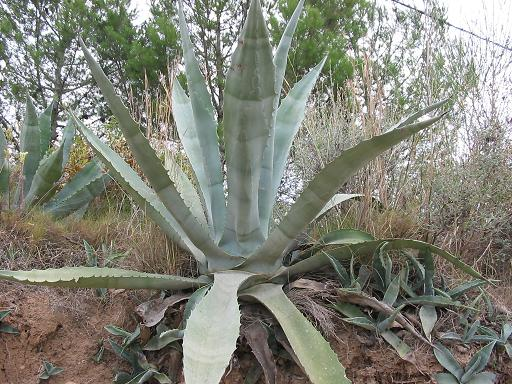
El agave constituye parte de la flora del lugar.

La vegetación predominante en el municipio está compuesta por: pino, encino, roble, oyamel, árboles frutales como: durazno, guayabo, pingüica; plantas medicinales como: cabrito, candelilla, maguey, izote y raíz de zaca.
Habitan en esta región:
- tejón/coatí [7][8]
  - Nasua narica[8]
- mapache[7][8]
  - Procyon lotor[8]
- zorra[7][8]
  - Urocyon cinereoargenteus[8]
- zorrilla[7][8]
  - Conepatus leuconotus[8]
  - Mephitis macroura[8]
- liebre[7]
  - Lepus callotis
- conejo[7][8]
  - Sylvilagus floridanus[8]
- venado[7][8]
  - Odocoileus virginianus[8]
- pecarí[8]
  - Pecarí tajacu[8]
- coyote[8]
  - Canis latrans[8]
- ardilla[8]
  - Otospermophilus variegatus[8]
  - Sciurus colliaei[8]
  - Sciurus aureogaster[8]
  - Sciurus nayaritensis[8]
- tlacuache[8]
  - Didelphis virginiana[8]
  - Tlacuatzin sinaloae[8]
- murciélago[8]
  - Artibeus hirsutus[8]
  - Sturnira parvidens[8]
  - Myotis californicus[8]
  - Eptesicus fuscus[8]
  - Lasiurus cinereus[8]
  - Sturnira hondurensis[8]
  - Myotis velifer[8]
  - Chiroderma salvini[8]
  - Leptonycteris yerbabuenae[8]
  - Desmodus rotundus[8]
  - Choeronycteris mexicana[8]
  - Mormoops megalophylla[8]
  - Tadarida brasiliensis[8]
  - Anoura peruana[8]
  - Lasiurus frantzii[8]
- tuza[8]
  - Pappogeomys bulleri[8]
- armadillo[8]
  - Dasypus novemcinctus[8]
- gato montés[8]
  - Lynx rufus[8]
- ocelote[8]
  - Leopardus pardalis[8]
- puma[8]
  - Puma concolor[8]
- musaraña[8]
  - Cryptotis parvus[8]
- ratón[8]
  - Heteromys irroratus[8]
  - Peromyscus labecula[8]

## Demografía

### Localidades
En el censo de 2020 el municipio de Tecolotlán contaba con 38 localidades.
| Código INEGI      | Localidad         | Población (2020) |
| ----------------- | ----------------- | ---------------- |
| 140880001         | Tecolotlán        | 9 668            |
| 140880041         | Tamazulita        | 1 422            |
| 140880005         | Ayotitlán         | 1 199            |
| 140880025         | Quila             | 1 063            |
| Otras localidades | Otras localidades | 3 251            |
| Total municipal   | Total municipal   | 16 603           |

## Economía
Ganadería. Se cría ganado bovino, caprino, equino y porcino. Aves y colmenas.
Agricultura. Destacan el maíz, garbanzo, alfalfa, durazno, aguacate, agave, mango.
Comercio. Predominan los establecimientos dedicados a la venta de productos de primera necesidad y los comercios mixtos que venden artículos diversos.
Servicios. Se prestan servicios financieros, profesionales, técnicos, comerciales, sociales, turísticos, personales y de mantenimiento.
Industria. La principal rama de la industria es la manufacturera. Teniendo dentro del municipio grandes empresas como lo es Calidra de occidente planta 1
Minería. Existen fábricas de cal y cemento.
Pesca. Se captura carpa y lobina en la presa del pochote.
Explotación forestal. Se explota pino y encino.

## Turismo
Arquitectura
- Museo Comunitario de Tecolotlán.
- Santuario de la Purísima.

Artesanías
- Elaboración de: Talabartería, equipales, alfarería, muebles de madera y velas (parafina).

Iglesias
- Parroquia del Sagrado Corazón.
- Santuario de la Purísima.
- Capilla de San José.
- Ermita de San Genaro.
- Capilla de la Cruz Verde.
- Capilla del Señor del Socorro.
- Capilla de San José María Robles.
- Parroquia de la Virgencita.
- Iglesia Apostólica de la Fe En Cristo Jesús Centro de Adoración Familiar, Calle Cerro de La Campana y carretera a Quila.

Lagunas y caídas de agua
- Presa El Pochote.
- Cascada Tecolotán.
- Salto de Santa Rosa.
- Salto de La Campana.
- Salto del Venado.
- Salto Seco.
- Salto de La Disciplina.

Parques y reservas
- La Ciénega.
- Las Juntas.
- Las Piedras de Quila.
- Sierra de Quila.

Descubrimientos históricos
- Caparazón Fosilizado de un Gliptodonte. En el Museo Comunitario.

## Fiestas
Fiestas civiles
- Carnaval Taurino. Diez días antes del miércoles de ceniza.

Fiestas religiosas
- Fiesta en honor a los Santos Patronos San Agustín y Santa Rosa de Lima: hay peregrinaciones tanto de las comunidades pertenecientes al municipio al mediodía, como de los distintos barrios de la cabecera por la tarde noche, culminando ambas en la iglesia del Sagrado Corazón, para celebrar misa solemne. Se celebran del 20 al 30 de agosto.

Fiestas Culturales
- Festival del Gis en Tecolotlán, Jalisco, México. Tercer domingo de octubre.

## Personas destacadas
- Liza Carvajal, modelo internacional y actriz.

- Juan Salvador Agraz, ingeniero.

- Esteban García De Alba Larios, abogado; presidente de la Cámara de Senadores durante el gobierno de Manuel Ávila Camacho; fundador de Pensiones del Estado. Construyó varios multifamiliares, algunos de ellos en Tlatelolco. Embajador representante de México ante la Liga de las Naciones; político.

- Gabriel Agraz García de Alba, historiador, genealogista.

- Ruperto García de Alba, general y gobernador interino de Jalisco, del 12 de julio de 1930 al 28 de febrero de 1931.

- Ana Bertha Lepe , actriz; fue Miss México en 1954.

- Abraham García de Alba, escritor y director de la Universidad de Guadalajara (UdeG).

- Abraham Ángel Agraz García de Alba, escritor, profesor de la Universidad Autónoma Chapingo, México.

- J. Félix Ruelas Morelos, cantor y organista.

## Gobierno

### Presidentes municipales
| Presidente municipal               | Período                           | Partido político | Notas                                         |
| Ramón Ventura y Moreno             | 1822                              |                  |                                               |
| José Máximo de Agraz               | 1823–1824                         |                  |                                               |
| José María Ramírez Miranda         | 1825–1826                         |                  |                                               |
| Guadalupe Padilla                  | 1827                              |                  |                                               |
| Ramón Ventura y Moreno             | 1828                              |                  |                                               |
| José Abundio de Medina             | 1829–1832                         |                  |                                               |
| Guadalupe Valadez                  | 1833–1834                         |                  |                                               |
| José María Ramírez Miranda         | 1835                              |                  |                                               |
| Justo Francisco de Puga            | 1836                              |                  |                                               |
| José María Ramírez Miranda         | 1837–1843                         |                  |                                               |
| Justo Francisco de Puga            | 1844                              |                  |                                               |
| José Ignacio Brambila              | 1845                              |                  |                                               |
| Francisco Mérida                   | 1846                              |                  |                                               |
| Esteban Soltero                    | 1847                              |                  |                                               |
| Fernando Pérez                     | 1848                              |                  |                                               |
| Pedro Cueva                        | 1849                              |                  |                                               |
| Juan C. Agraz                      | 1850                              |                  |                                               |
| Justo Merino                       | 1851                              |                  |                                               |
| Rafael Ramírez                     | 1852–1855                         |                  |                                               |
| Serapio Pérez                      | 1856                              |                  |                                               |
| Juan C. Agraz                      | 1857                              |                  |                                               |
| Emeterio Merino                    | 1858–1859                         |                  |                                               |
| Serapio Pérez                      | 1860–1863                         |                  |                                               |
| Gregorio Pérez                     | 1864                              |                  |                                               |
| José Ma. Agraz                     | 1865                              |                  |                                               |
| José Ma. García de Alba            | 1866                              |                  |                                               |
| Luis G. Cueva                      | 1867                              |                  |                                               |
| Gregorio M. Medina                 | 1868                              |                  |                                               |
| Manuel Huezo                       | 1869                              |                  |                                               |
| José Ma. Agraz                     | 1870                              |                  |                                               |
| Arcadio Villaseñor                 | 1870                              |                  |                                               |
| Secundino Soltero                  | 1870                              |                  |                                               |
| Abundio Medina                     | 1870                              |                  |                                               |
| José Ma. Agraz                     | 1871                              |                  |                                               |
| Cayetano Gómez                     | 1871                              |                  |                                               |
| Clemente Fernández                 | 1871                              |                  |                                               |
| Miguel Amaya                       | 1871                              |                  |                                               |
| Cayetano Gómez                     | 1872                              |                  |                                               |
| Rómulo Ramírez                     | 1872                              |                  |                                               |
| Cipriano Soltero                   | 1872                              |                  |                                               |
| Jesús Merino                       | 1872                              |                  |                                               |
| Leocadio Gómez                     | 1872                              |                  |                                               |
| Guillermo Torres                   | 1872                              |                  |                                               |
| Salvador Alcalá                    | 1873                              |                  |                                               |
| Guillermo Torres                   | 1873                              |                  |                                               |
| Arcadio Torres                     | 1873                              |                  |                                               |
| Luis G. Cueva                      | 1873                              |                  |                                               |
| José Ma. García de Alba            | 1873                              |                  |                                               |
| Cipriano Soltero                   | 1873                              |                  |                                               |
| Miguel Amaya                       | 1874                              |                  |                                               |
| Cayetano Gómez                     | 1874–1875                         |                  |                                               |
| Jesús Merino                       | 1875–1876                         |                  |                                               |
| Guillermo Torres                   | 1876                              |                  |                                               |
| José Merino                        | 1877                              |                  |                                               |
| Guillermo Torres                   | 1877                              |                  |                                               |
| Manuel Gómez de la Fuente          | 1878                              |                  |                                               |
| Ignacio Álvarez                    | 1878                              |                  |                                               |
| José Merino                        | 1878                              |                  |                                               |
| José Ma. Cueva García              | 1879                              |                  |                                               |
| Manuel Gómez de la Fuente          | 1879                              |                  |                                               |
| Ignacio Álvarez                    | 1879                              |                  |                                               |
| Simón Martínez                     | 1880                              |                  |                                               |
| José Merino                        | 1880                              |                  |                                               |
| Cayetano Gómez                     | 1880                              |                  |                                               |
| Simón Martínez                     | 1881                              |                  |                                               |
| Reyes B. Ramírez                   | 1881                              |                  |                                               |
| Juan C. Nava                       | 1881                              |                  |                                               |
| Reyes B. Ramírez                   | 1882                              |                  |                                               |
| Arcadio Villaseñor                 | 1882                              |                  |                                               |
| Cayetano Gómez                     | 1882                              |                  |                                               |
| Arcadio Villaseñor                 | 1883                              |                  |                                               |
| Arcadio Torres                     | 1883                              |                  |                                               |
| Cayetano Gómez                     | 1883                              |                  |                                               |
| Ignacio Álvarez                    | 1883                              |                  |                                               |
| Arcadio Torres                     | 1884                              |                  |                                               |
| Ignacio Gómez Medina               | 1884                              |                  |                                               |
| Jesús Merino                       | 1884–1885                         |                  |                                               |
| Mariano Preciado                   | 1885                              |                  |                                               |
| Cayetano Gómez                     | 1886                              |                  |                                               |
| Mariano Preciado                   | 1886                              |                  |                                               |
| Laureano Soltero                   | 1886                              |                  |                                               |
| Cayetano Gómez                     | 1887                              |                  |                                               |
| Leocadio Gómez                     | 1887                              |                  |                                               |
| José M. Merino                     | 1887                              |                  |                                               |
| Ignacio Álvarez                    | 1887                              |                  |                                               |
| Lucio Santana                      | 1887–1888                         |                  |                                               |
| Ignacio Álvarez                    | 1888                              |                  |                                               |
| Jesús Santana Cueva                | 1888                              |                  |                                               |
| Juan C. Nava                       | 1888                              |                  |                                               |
| Jesús Merino                       | 1888                              |                  |                                               |
| Arcadio Villaseñor                 | 1889                              |                  |                                               |
| Jesús Merino                       | 1889                              |                  |                                               |
| Arcadio Villaseñor                 | 1890                              |                  |                                               |
| Esteban García de Alba             | 1890                              |                  |                                               |
| Marcos E. Cueva                    | 1890                              |                  |                                               |
| Pedro Ramírez                      | 1890                              |                  |                                               |
| Juan Gómez García                  | 1890                              |                  |                                               |
| Jesús Merino                       | 1891                              |                  |                                               |
| José Ma. Merino                    | 1891                              |                  |                                               |
| Abraham Pérez                      | 1891                              |                  |                                               |
| Marcos E. Cueva                    | 1891                              |                  |                                               |
| Abraham Pérez                      | 1892                              |                  |                                               |
| José Ma. Merino                    | 1892                              |                  |                                               |
| Gregorio Medina                    | 1892                              |                  |                                               |
| Arcadio Villaseñor                 | 1893                              |                  |                                               |
| Ignacio Gómez Medina               | 1893                              |                  |                                               |
| Gregorio Medina                    | 1893                              |                  |                                               |
| Arcadio Villaseñor                 | 1894                              |                  |                                               |
| Ignacio M. Medina                  | 1894                              |                  |                                               |
| Gregorio Medina                    | 1894                              |                  |                                               |
| Mariano Preciado                   | 1894                              |                  |                                               |
| Arcadio Villaseñor                 | 1895                              |                  |                                               |
| Mariano Preciado                   | 1895                              |                  |                                               |
| Ignacio Gómez Medina               | 1895                              |                  |                                               |
| Mariano Preciado                   | 1896                              |                  |                                               |
| Jesús Santa Cueva                  | 1896                              |                  |                                               |
| Ruperto García de Alba             | 1896                              |                  |                                               |
| Arcadio Villaseñor                 | 1897                              |                  |                                               |
| Mariano Preciado                   | 1898                              |                  |                                               |
| Jesús Santana C.                   | 1898                              |                  |                                               |
| Tomás García de Alba               | 1899                              |                  |                                               |
| Clemente Fernández                 | 1899                              |                  |                                               |
| Félix Agraz Villaseñor             | 1899                              |                  |                                               |
| Ignacio Gómez Medina               | 1900                              |                  |                                               |
| Marcos E. Cueva                    | 1900                              |                  |                                               |
| Arcadio Villaseñor                 | 1900                              |                  |                                               |
| Félix Agraz V.                     | 1900–1901                         |                  |                                               |
| Marcos E. Cueva                    | 1901                              |                  |                                               |
| Mariano Preciado                   | 1901                              |                  |                                               |
| Abraham Pérez                      | 1901                              |                  |                                               |
| Marcos E. Cueva                    | 1902                              |                  |                                               |
| José Ma. Cueva Gómez               | 1902                              |                  |                                               |
| Esteban De A.                      | 1902                              |                  |                                               |
| Tomás García de Alba               | 1903                              |                  |                                               |
| José E. Ramírez                    | 1903                              |                  |                                               |
| Mariano Preciado                   | 1904                              |                  |                                               |
| Tomás García de Alba               | 1905                              |                  |                                               |
| Clemente Fernández                 | 1905                              |                  |                                               |
| Ruperto García de Alba             | 1905                              |                  |                                               |
| Ignacio Gómez Medina               | 1906                              |                  |                                               |
| Marcos E. Cueva                    | 1906                              |                  |                                               |
| Antonio L. Villaseñor              | 1906                              |                  | Subdirector político                          |
| Melesio de Anda                    | 1907                              |                  |                                               |
| Ruperto García de Alba             | 1907                              |                  |                                               |
| Marcos E. Cueva                    | 1907                              |                  |                                               |
| Ignacio Gómez Medina               | 1908                              |                  |                                               |
| Ruperto García de Alba             | 1908                              |                  |                                               |
| Marcos E. Cueva                    | 1908                              |                  |                                               |
| Ignacio Gómez Medina               | 1909                              |                  |                                               |
| Ruperto García de Alba             | 1909                              |                  |                                               |
| Manuel Camargo                     | 1910                              |                  | Subdirector político                          |
| Esteban Cueva Zepeda               | 1910                              |                  |                                               |
| José Ma. Merino                    | 1910                              |                  |                                               |
| Juan C. Zepeda                     | 1910                              |                  |                                               |
| Hilario Villaseñor                 | 1911                              |                  |                                               |
| Ruperto García de Alba             | 1911                              |                  |                                               |
| Esteban Cueva Zepeda               | 1911                              |                  |                                               |
| Juan Agraz Brambila                | 1911                              |                  |                                               |
| S. Arreola                         | 1911                              |                  | Subdirector político                          |
| Alberto Ponce de León              | 1912                              |                  |                                               |
| S. Arreola                         | 1912                              |                  |                                               |
| Francisco R. Aguilar               | 1912                              |                  |                                               |
| José Enrique Agraz                 | 1912                              |                  |                                               |
| Porfirio Cueva Zepeda              | 1912                              |                  |                                               |
| Porfirio Villaseñor                | 1913                              |                  |                                               |
| Antonio N. Naredo                  | 1913                              |                  |                                               |
| Juan E. Santana                    | 1913                              |                  |                                               |
| Juan Ángel Agraz Brambila          | 1913                              |                  |                                               |
| Jacinto Gómez                      | 1914                              |                  |                                               |
| Enrique Villaseñor                 | 1914                              |                  |                                               |
| Juan Ángel Agraz Brambila          | 1914                              |                  |                                               |
| Jacinto Gómez                      | 1915                              |                  |                                               |
| Juan Ángel Agraz Brambila          | 1915                              |                  |                                               |
| Jacinto Gómez                      | 1916                              |                  |                                               |
| Reyes B. Ramírez                   | 1916–1917                         |                  |                                               |
| Ángel S. Agraz                     | 1918                              |                  |                                               |
| Serbando Rueda                     | 1918                              |                  |                                               |
| Luis Ramírez                       | 1918                              |                  |                                               |
| Froilán Rodríguez                  | 1918                              |                  |                                               |
| Vicente Santana                    | 1918                              |                  |                                               |
| Froilán Rodríguez                  | 1919                              |                  |                                               |
| Pedro García de Alba               | 1919                              |                  |                                               |
| Ignacio Gómez Medina               | 1920                              |                  |                                               |
| Salvador G. Villaseñor             | 1920                              |                  |                                               |
| Porfirio Villaseñor                | 1920                              |                  |                                               |
| Jacinto Gómez                      | 1920                              |                  | Vice                                          |
| Juan Ángel Agraz Brambila          | 1920                              |                  |                                               |
| Jacinto Gómez                      | 1921                              |                  |                                               |
| Porfirio Villaseñor                | 1921                              |                  | Vice                                          |
| Santiago Lepe                      | 1921                              |                  |                                               |
| Salvador G. Villaseñor             | 1922                              |                  |                                               |
| Francisco L. Preciado              | 1922                              |                  |                                               |
| Salvador G. Villaseñor             | 1923                              |                  |                                               |
| Francisco L. Preciado              | 1923                              |                  |                                               |
| Juan García de Alba                | 1923                              |                  |                                               |
| Salvador G. Villaseñor             | 1924                              |                  |                                               |
| Cesáreo Hernández                  | 1924                              |                  |                                               |
| E. Montaño                         | 1924                              |                  |                                               |
| Tranquilino Hernández              | 1924                              |                  |                                               |
| Luis Ramírez                       | 1924                              |                  |                                               |
| J. Gómez Medina                    | 1924                              |                  |                                               |
| Julián Muñoz                       | 1924–1925                         |                  |                                               |
| José C. Zúñiga                     | 1925                              |                  |                                               |
| Tranquilino Hernández              | 1925                              |                  |                                               |
| Jesús Flores Villaseñor            | 1925–1926                         |                  |                                               |
| Juan Ángel Agraz Brambila          | 1926                              |                  |                                               |
| José F. Peregrina                  | 1926                              |                  |                                               |
| Pánfilo Ruelas                     | 1926                              |                  |                                               |
| Amado Lepe                         | 1927                              |                  |                                               |
| J. Jesús Gómez                     | 1927                              |                  |                                               |
| José Peregrina                     | 1927                              |                  |                                               |
| Santiago Huezo                     | 1927                              |                  |                                               |
| Porfirio Villaseñor                | 1928                              |                  |                                               |
| Fernando Aguilar                   | 1928                              |                  |                                               |
| Olivio Fernández                   | 1929                              |                  |                                               |
| Francisco Serrano                  | 1929                              |                  |                                               |
| Epigmenio G. Robles                | 1929                              |                  |                                               |
| Elpidio González                   | 1929                              |                  |                                               |
| Fernando Águila                    | 1929                              |                  |                                               |
| Luis Soltero Gómez                 | 1929                              |                  |                                               |
| Porfirio Villaseñor                | 1929                              | PNR              |                                               |
| Antonio Escamilla                  | 1930–1931                         | PNR              |                                               |
| Luis Ramírez                       | 1931                              | PNR              |                                               |
| Natalio Santana                    | 1932                              | PNR              |                                               |
| Arturo Merino                      | 1932                              | PNR              |                                               |
| Luis Villaseñor                    | 1933                              | PNR              |                                               |
| Abraham Ramírez                    | 1934–1935                         | PNR              |                                               |
| Natalio Santana                    | 1936                              | PNR              |                                               |
| Lucio García                       | 1936                              | PNR              |                                               |
| Cruz Santana                       | 1937                              | PNR              |                                               |
| Francisco Partida R.               | 1938                              | PRM              |                                               |
| Juan Zolórzano                     | 1939                              | PRM              |                                               |
| Guadalupe Gómez                    | 1939                              | PRM              |                                               |
| Fidencio Bustos                    | 1940                              | PRM              |                                               |
| Román Hernández                    | 1940                              | PRM              |                                               |
| Salvador Ramírez                   | 1941–1942                         | PRM              |                                               |
| Ernesto Camacho                    | 1943                              | PRM              |                                               |
| Aurelio López                      | 1944                              | PRM              |                                               |
| Olivio Fernández                   | 1945                              | PRM              |                                               |
| Clemente Fernández                 | 1946                              | PRI              |                                               |
| Aurelio López                      | 1947                              | PRI              |                                               |
| Guadalupe Ramírez                  | 1948                              | PRI              |                                               |
| Florencio Torres                   | 1948                              | PRI              |                                               |
| Gumersindo Sedano                  | 1949                              | PRI              |                                               |
| Bernardo Preciado                  | 1950                              | PRI              |                                               |
| Gumersindo Sedano                  | 1950–1952                         | PRI              |                                               |
| Roberto Ramírez Villaseñor         | 1953–1955                         | PRI              |                                               |
| Eraclio Soltero Cobián             | 1956–1958                         | PRI              |                                               |
| Everardo Preciado Vera             | 1959–1960                         | PRI              |                                               |
| Vicente Jiménez Luquín             | 1961                              | PRI              |                                               |
| Francisco Vera Cueva               | 1962–1964                         | PRI              |                                               |
| Constantino Vázquez Castillo       | 1965–1967                         | PRI              |                                               |
| Carlos Cueva Pimienta              | 1968–1970                         | PRI              |                                               |
| Juan Cobián Guzmán                 | 1971–1973                         | PRI              |                                               |
| Abel Cueva Pimienta                | 1974–1976                         | PRI              |                                               |
| Tomás Cueva Cueva                  | 1977–1979                         | PRI              |                                               |
| Salvador Canales Núñez             | 1980–1982                         | PRI              |                                               |
| Gabriel Cueva López                | 1983–1985                         | PRI              |                                               |
| Manuel Rosas Gutiérrez             | 1986–1988                         | PRI              |                                               |
| Heriberto Santana Rubio            | 1989–1992                         | PRI              |                                               |
| J. Jesús Ortega Santana            | 1992                              | PRI              | Interino                                      |
| Víctor Manuel Ramírez Soltero      | 1992–1995                         | PRI              |                                               |
| Sixto Cueva del Castillo           | 1995                              | PRI              | Interino                                      |
| Antonio Rubio Flores               | 1995                              | PRI              |                                               |
| Ricardo Ramírez López              | 1996–1997                         | PRI              | Interino                                      |
| Rito García Lepe                   | 01-01-1998–31-12-2000             | PRI              |                                               |
| José Bernardo Preciado Flores      | 01-01-2001–31-12-2003             | PAN              |                                               |
| Cuitláhuac Ignacio Arias Merino    | 01-01-2004–31-12-2006             | PRI              |                                               |
| Alberto Espinosa Sauza             | 01-01-2007–31-12-2009             | PRI              |                                               |
| Juan León Gil                      | 01-01-2010–30-09-2012             | PRI Panal        | Coalición "Alianza por Jalisco"               |
| Francisco Javier Brambila González | 01-10-2012–30-09-2015             | PRI PVEM         | Coalición "Compromiso por Jalisco"            |
| Juan Manuel María Capistrán        | 01-10-2015–30-09-2018             | PAN              |                                               |
| Ricardo Ramírez Ruelas             | 01-10-2018–30-09-2021             | PRI              |                                               |
| Arturo Eliud Saldaña Vázquez       | 01-10-2021 30-09-2024             | PRI              |                                               |
| Dr.José Preciado Soltero           | 01/10/2024 En ejercicio del cargo |                  | Alianza Sigamos haciendo Historia en Jalisco. |

### Relaciones Internacionales

#### Hermanamientos
- Pátzcuaro, México (2019)[24][25]
- Zapopan, México (2022)[26]
- El Espinal, Colombia (2024)[27]
- Melgar, Colombia (2024)